# Leslie Haden-Guest, 1. Baron Haden-Guest

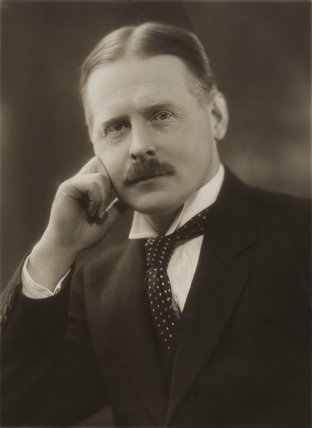
Leslie Haden-Guest, 1922

Leslie Haden-Guest, 1. Baron Haden-Guest, MC (* 10. März 1877 in Oldham, Lancashire; † 20. August 1960) war ein britischer Autor, Journalist, Arzt und Politiker (Labour Party).

## Leben
Haden-Guest war der Sohn von Alexander Haden-Guest, einem Arzt und Chirurgen aus Manchester, der für die Politische Linke aktiv war, aus dessen Ehe mit Catharine Anna Johnson. Er besuchte die William Hulme’s Grammar School in Manchester, studierte dann Medizin am Owens College in Manchester und wurde am London Hospital ausgebildet. 1900 wurde er Lizenziat des Royal College of Physicians (L.R.C.P.) und später Mitglied des Royal College of Surgeons (M.R.C.S.).
Haden-Guest diente während des Zweiten Burenkrieges, des Ersten und Zweiten Weltkrieges beim Royal Army Medical Corps. Er erhielt für seine Verdienste bei der Bergung von Verwundeten in der Dritten Flandernschlacht (1917) das Military Cross und stieg bis in den Rang eines Majors auf. Er war Gründer des Anglo-Französischen Komitees des Roten Kreuzes. Er war Mitglied des London County Council für Woolwich East (1919–1922).
Bei den Parlamentswahlen 1923 wurde er als Labour-Abgeordneter für den Wahlkreis Southwark North Mitglied des House of Commons. 1927 trat er aufgrund des Labour-Widerstands gegen die Entsendung von Truppen nach Shanghai (anlässlich des beginnenden Chinesischen Bürgerkriegs) von seinem Mandat zurück. Bei den Wahlen 1931 trat er erfolglos im Wahlkreis Wycombe an. Bei Nachwahlen im Wahlkreis Islington North war er 1937 erfolgreich und behauptete dieses Mandat bis zu seiner Nobilitierung 1950.
Haden-Guest gründete die Labour Party Commonwealth Group und war Mitglied des Anderson Committee, welches im Sommer 1938 zum Government’s Evacuation Scheme führte. 1944 wurde er als Officer in den Order of Saint John aufgenommen.
Haden-Guest wurde am 2. Februar 1950 als Baron Haden-Guest, of Saling in the County of Essex, zum erblichen Peer erhoben, wurde dadurch auf Lebenszeit Mitglied des House of Lords und schied dafür aus dem House of Commons aus. Im House of Lords diente er von Februar bis Oktober 1951 als Lord-in-Waiting und danach als Assistant Opposition Whip.

## Privatleben
1898 heiratete er in erster Ehe Edith Low († 1944) aus London. Sie hatten zwei Söhne;
- Stephen Haden-Guest, 2. Baron Haden-Guest (1902–1974), ⚭ (1) 1948–1954 Barbara Ann Pinson, ⚭ (2) 1968 Dorothy Good;
- Richard Haden-Guest, 3. Baron Haden-Guest (1904–1987), ⚭ (1) 1926–1934 Hilda Edith Russell-Cruise, ⚭ (2) 1934 Olive Maria Nilsson, ⚭ (3) 1951 Marjorie Douglas.

Die Ehe wurde 1909 geschieden.
1910 heiratete er in zweiter Ehe Muriel Carmel Goldsmid (1881–1943), Tochter des Albert Edward Williamson Goldsmid (1846–1904), Colonel der British Army. Da seine zweite Gattin Jüdin war, konvertierte er vor der Eheschließung zum Judentum. 1924 sagte er sich vom Judentum los und bezeichnete sich später als konfessionslos. Er war der erste Jude, der als Labour-Kandidat für das Parlament kandidierte. Aus seiner Ehe mit Muriel hatte er drei Kinder:
- David Haden-Guest (um 1910–um 1936), starb im Spanischen Bürgerkrieg;
- Hon. Angela Haden Haden-Guest (um 1910–um 1965), ⚭ 1948 Orlando Martinez;
- Peter Haden-Guest, 4. Baron Haden-Guest (1913–1996), Diplomat, ⚭ (1) 1939–1945 Elizabeth Louise Ruth Coker, ⚭ (2) 1945 Jean Pauline Hindes (Eltern des Schauspielers und Filmemachers Christopher Haden-Guest, 5. Baron Haden-Guest).

1943 heiratete er in dritter Ehe die Schottin Edith Edgar MacQueen († 1977). Sie hatte als erste Frau einen Ph.D. an der University of St Andrews erworben. Die Ehe blieb kinderlos.